# The Walt Disney Company Iberia
The Walt Disney Company Spain & Portugal, cuya razón social es The Walt Disney Company Iberia, S.L.U., es una empresa de multimedios y de contenidos audiovisuales encargada de la comercialización para España y Portugal de las películas, soportes, videojuegos, parques y resorts, canales de televisión, y otros productos, perteneciente a The Walt Disney Company. Fue fundada en 1999. Desde septiembre de 2020 cuenta también con los canales provenientes de Fox Networks Group, como consecuencia de la compra de 21st Century Fox por parte de Disney.
Actualmente, la empresa dispone de 5 canales en España y 11 en Portugal.

## Canales de televisión

### España
- Disney Jr.: Es un canal dedicado a los niños en edad preescolar. Comenzó sus emisiones el 11 de junio de 2011 y es el único canal de televisión de la marca Disney en España desde el cierre de Disney Channel en 2025.
- Star Channel: Canal de cine y series.
- National Geographic
- National Geographic Wild: canal de documentales de naturaleza y vida animal.
- BabyTV: canal con programación orientada principalmente para bebés.

#### Canales desaparecidos
- Disney Channel: Fue el canal principal del grupo. Comenzó sus emisiones en 1998, y desde julio de 2008, emitió en abierto a través de la TDT en España, siendo el único canal con la denominación Disney Channel, que emitió en abierto en el mundo. Además del canal principal, cuentaba con un multiplexado, llamado Disney Channel +1, para las operadoras de pago. Cesó sus emisiones el 7 de enero de 2025 y sus contenidos pasaron a Disney+.
- Playhouse Disney: Fue un canal dedicado a los niños en edad preescolar, el cual fue reemplazado por Disney Junior.
- Toon Disney: Fue un canal dedicado a niños y jóvenes, siendo reemplazado por Disney Cinemagic.
- Jetix: Fue un canal dedicado a los niños de entre 4 y 18 años fue reemplazado por Disney XD.
- Disney Cinemagic: Fue un canal dedicado al cine Disney, pero también a series de animación, surgidas la mayoría de películas Disney. Comenzó sus emisiones el 1 de julio de 2008, en sustitución de Toon Disney, y cesó el 1 de enero de 2015. Disponía de un multiplexado llamado Disney Cinemagic +1.
- Disney XD: Fue un canal dedicado a los niños de entre 4 y 18 años que sustituyó a Jetix. Estuvo en emisión entre el 18 de septiembre de 2009 y el 1 de abril de 2020.[3] Disponía de un multiplexado llamado Disney XD +1.
- Fox Life: emisión de cine, series y programas de no ficción.
- Viajar: canal de documentales de viajes

### Portugal
- Disney Channel: Es el principal canal del grupo. Inició sus transmisiones el 28 de noviembre de 2001 y emite las series y programas de animación del grupo.
- Disney Junior: Es un canal dirigido a niños preescolares. Inició sus emisiones el 2 de noviembre de 2012.
- Star Channel: Canal de cine y series.
- Star Comedy: Canal dedicado a cine y series de humor.
- Star Crime: Canal dedicado a series de investigación.
- Star Life
- Star Movies: Canal dedicado a películas de acción y drama.
- National Geographic
- National Geographic Wild
- 24 Kitchen
- BabyTV

#### Canales desaparecidos
- Disney Cinemagic: Fue un canal dedicado al cine de Disney, pero también a las series de animación surgidas de las películas de Disney. Tenía un canal múltiple digital llamado Disney Cinemagic HD, que fue lanzado el 1 de enero de 2009 y era transmitido en alta definición.
- ESPN America: Fue un canal de deporte.
- ESPN Classic: Fue un canal que contaba con deportes clásicos, biografías y efemérides, entre otros.